# Tjänarinnans berättelse
Tjänarinnans berättelse är en bok av Margaret Atwood. Den utkom 1985 på engelska, under titeln The Handmaid's Tale, och året därefter utkom den svenska översättningen. En reviderad svensk översättning utkom 2017.
Boken anses vara en klassisk dystopi och har översatts till ett fyrtiotal språk. Den har flera gånger satts upp på scen och blivit föremål för en uppmärksammad TV-serie. 2019 belönades dess uppföljare Gileads döttrar med Bookerpriset. 

## Handling
Berättelsen beskriver ett framtida USA har bildat en ny totalitär teokratisk republik. I detta samhälle tillåts inte kvinnor äga någonting och de tillåts inte läsa. Födelsetalen har sjunkit, som följd av miljöförstöring, och fertila kvinnor utnyttjas för att befruktas av härskarklassens män. För att legitimera systemet refererar samhället till Bibelns Jakob med sina två fruar Rakel och Lea, med tillhörande tjänarinnor och deras barn.
Kvinnorna som nyttjas som tjänarinnor reduceras genom att fråntas sina egentliga namn, och de tilldelas namn som konstrueras av deras befälhavares namn tillsammans med prefixet of (används i boken ungefär som tyska von). Huvudrollen kallas Offred då hennes befälhavare heter Fred.

## Politiska paralleller
Atwood hävdar att Tjänarinnans berättelse kan kategoriseras som spekulativ fiktion, eftersom det är en berättelse som skulle kunna hända redan idag. Detta skiljer hon från science fiction, som skildrar saker som inte finns. Denna distinktion har blivit uppmärksammad, och slutsatsen delas inte av alla.
Boken sägs vara inspirerad av den iranska revolutionen 1979 och den amerikanska kristna högern. Det görs även en koppling i boken mellan Iran och det samhälle som beskrivs i berättelsen, som två monoteokratiska samhällen. I samband med att tv-serien utkom 2017 drog många paralleller mellan berättelsen och den samtida Trumpadministrationen och till Islamiska staten.

## I andra medier
Atwoods berättelse har bearbetats vidare på i olika medier. Den blev film 1990 (svensk titel: Mardrömmen) och hade 2017 premiär som tv-serie (titel: The Handmaid's Tale). Denna har Elisabeth Moss i huvudrollen och har hittills – fram till 2022 – producerats i fyra säsonger.
Historien presenterades år 2000 som opera (dansk titel: Tjenerindens fortælling). Musiken var här av Poul Ruders och librettot (på engelska) av Paul Bentley. Dessutom har den synts som teater, balett och seriealbum.
2019 kom bokens uppföljare – Gileads döttrar – som belönades med det årets Booker Prize.